# Bateau-dragon (pirogue)
Pour les articles homonymes, voir Bateau-dragon.

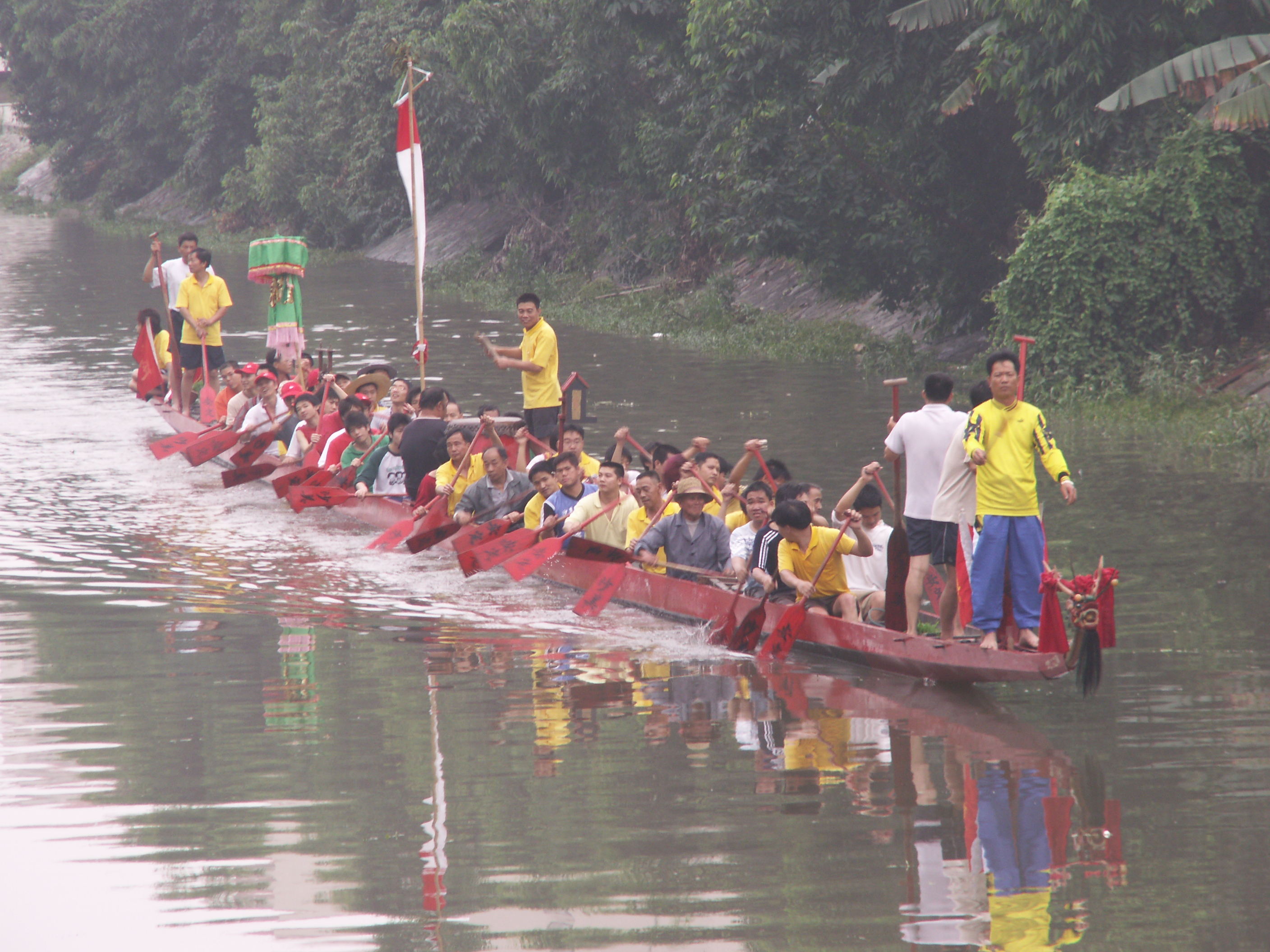
Un bateau-dragon moderne

Le bateau-dragon est un type de pirogue utilisé pour réaliser des courses appelées aussi bateau-dragon. Ces courses sont d'origine très ancienne et pratiquées chaque année en Chine du Sud, également en République de Chine,  et en Asie du Sud-Est. Des manifestations sont ponctuellement organisées ailleurs, comme à Gérardmer en France.

## Description

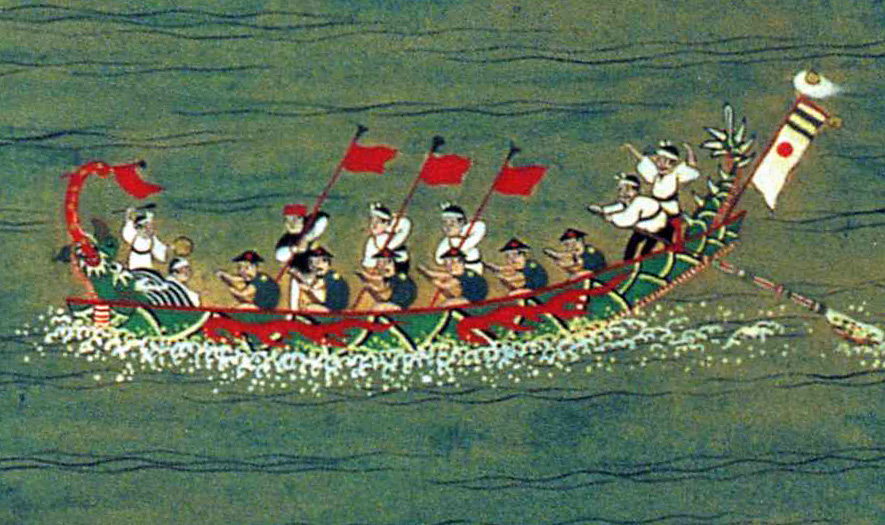
Bateau-dragon japonais (illustration du XIXe siècle)

Le bateau-dragon, bien que différent, partage plusieurs similitudes avec le canoë : on pagaye (plutôt qu’on ne rame) et on fait face au mouvement. Il est plutôt à classer dans la catégorie des pirogues. D'ailleurs, la pratique du bateau-dragon est souvent associée à un autre sport très similaire en termes de technique et d'esprit : la pirogue à balancier (Outrigger).
En fait, la pirogue est à l'origine conçue à partir d'un tronc d'arbre creusé (pirogue monoxyle) alors que le bateau-dragon est à l'origine conçu comme un radeau, c’est-à-dire par l'assemblage de plusieurs troncs de bambous dont la partie du milieu est surélevée par rapport aux extrémités, d'où la forme en 'W' de la coque et l'effet tunnel qui en résulte au centre.

## Dimensions

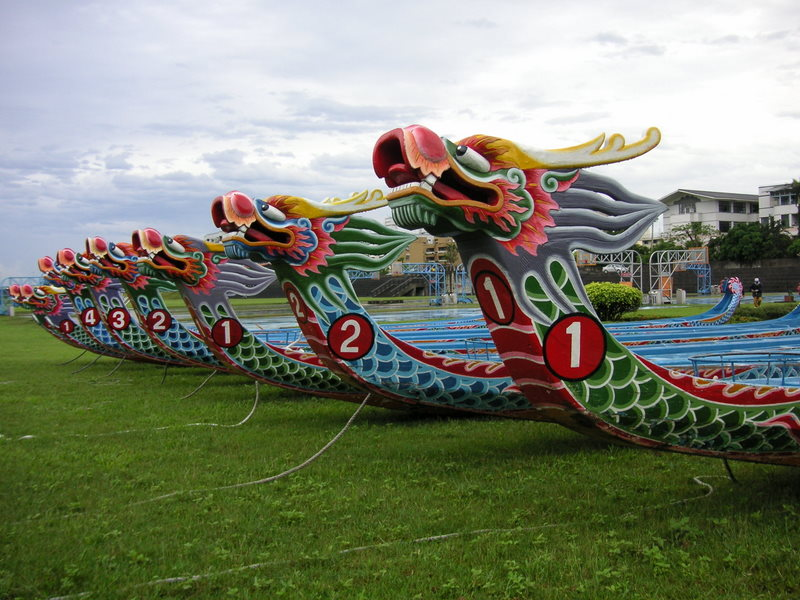
Bateaux-dragons à Taïwan (2005)

C'est grâce à des moules faits à partir de bateaux en bois transportés de Hong Kong à Londres pour le festival chinois en 1980 que les spécifications des bateaux de classe internationale ont été établies. Ces spécifications visent à sauvegarder l'identité du bateau-dragon et à limiter l'augmentation des coûts technologiques de ce sport. Elles comprennent notamment un modèle de forme définissant la forme standard. Voici quelques données :
- Longueur de la coque excluant la tête et la queue de dragon : 12,40 m.
- Largeur maximale : 1,146 m.
- Espacement entre les rangées de sièges : 67,5 cm.
- Poids minimal excluant la tête et la queue, le tambour, le siège du batteur et la barre : 250 kg.

Pendant une course, c'est un bateau pesant autour de 2 000 kg que les pagayeurs doivent propulser.
Les spécifications imposent que le bateau ait une flottaison résiduelle : sans équipement, lorsqu'il est complètement rempli d'eau, sans être renversé, il doit supporter un poids de 75 kg.